# Gare de Celles-Escanaffles
Ne doit pas être confondu avec Gare de Celle ou Gare de Gendron - Celles.
La gare de Celles-Escanaffles est une ancienne gare ferroviaire belge de la ligne 87, de Bassilly à Renaix et Tournai située à la jonction des anciennes communes de Celles et Escanaffles, en région wallonne dans la province de Hainaut. Depuis 1977, Escanaffles est une section de Celles.
Elle est mise en service en 1882 par les Chemins de fer de l’État belge et ferme en 1950 aux voyageurs. Cette section de la ligne est déclassée en 1959 et le bâtiment démoli. Le Recypark de la commune occupe désormais le site de la gare disparue.

## Situation ferroviaire
Établie à 20 m d'altitude, la gare de Celles-Escanaffles était située au point kilométrique (PK) 18.0 de la ligne 87, de Bassilly à Tournai (PK 0.0 en gare de Tournai), entre le point d'arrêt d'Escanaffles et la gare de Pottes.

## Histoire
La station de Celles-Escanaffles est mise en service le 5 juin 1882 par l’Administration des chemins de fer de l’État belge (future SNCB) qui inaugure le même jour la section de Y Mont-de-l'Enclus à Pecq de la ligne de Renaix à Tournai sur l'ancienne concession du chemin de fer d'Anvers à Tournai vers Douai.
Le village le plus proche est Celles, mais en 1932 la SNCB inaugure un point d'arrêt du nom d'Escanaffles, administré depuis la gare d'Amougies mais il restera une certaine distance entre cet arrêt et le centre du village. Les autobus, qui font leur apparition entre Tournai et Renaix en 1932, sans s'arrêter à Celles-Escanaffles mais desservant Orroir à la place. Il en va de même après le retour des autobus en 1946 ; ces derniers ont leur terminus à Ecanaffles, et ce jusqu'à l'abandon par la SNCB de la desserte voyageurs sur la ligne 87 entre Tournai et la bifurcation de Mont-de-l'Enclus. Plus aucun train de marchandises ne parcourant cette section au-delà de Kain, elle est déclassée en 1959 et les rails sont retirés.

## Patrimoine ferroviaire
Lors de l'ouverture de la ligne, Celles-Escanaffles est dotée d'un bâtiment des recettes du type standard en vigueur à l'époque, du plan type 1873. Similaire à celui, détruit en 1918, de la gare de Pecq et à celui, qui existe toujours, en gare d'Hérinnes-Warcoing, il comporte une aile de quatre travées placée à gauche du corps de logis. Le bâtiment des voyageurs et la halle aux marchandises sont démolis.
Non loin de la gare, une maison de garde-barrière a été transformé en habitation ; elle est toutefois en ruine depuis les années 2010.